# Trapt (videogioco)
Trapt (stilizzato TЯAPT), in Giappone Kagerō II: Dark Illusion (影牢II -Dark Illusion-?), è un videogioco strategico distribuito dalla Tecmo nel 2005 per PlayStation 2. È il quarto videogioco della serie Deception.

## Modalità di gioco
Il gameplay è composto dagli stessi elementi dei titoli precedenti, cioè il posizionamento e l'attivazione delle trappole, che si dividono nuovamente in trappole da muro, da soffitto e da pavimento. Il giocatore può posizionare in ogni stanza tre trappole per ogni tipo, per un totale di nove, e nuove trappole possono essere acquistate con i warl, la moneta del regno, oppure sbloccate completando il gioco. È inoltre possibile comprare tramite i warl delle chiavi che sbloccano nuove stanze, nelle quali sono narrati eventi secondari alla storia. I finali del gioco sono quattro.
Come suggerisce il titolo giapponese, il gioco aggiunge delle trappole speciali, le "illusioni oscure" (Dark Illusions), che sono già presenti nelle stanze ed hanno effetti diversi in base ai personaggi che ne rimangono intrappolati, anche se la loro attivazione richiede una serie di passaggi precisi.

## Trama
Il giocatore assume il ruolo della principessa Allura, che è stata incolpata per l'assassinio di suo padre, il re Olaf, dalla sua matrigna Catalina. Grazie all'aiuto della sua amica Rachel, Allura riesce a scappare nella foresta, dove acquisisce l'abilità di creare trappole, l'unico modo per difendersi dai suoi nemici. Questa storia può essere vista come un parallelismo con Devil's Deception, in cui il principe protagonista è incolpato della morte del padre e cerca vendetta.

## Personaggi
- Allura è l'eroina del gioco, principessa di Fronenberg. Quando viene accusata di aver assassinato suo padre, la ragazza riesce a scappare e trova rifugio in una villa in cui incontra Malphas, un demone, che le dona il potere di creare trappole. È in seguito rivelato che l'incontro tra i due era parte del piano di Rachel, che cercava di completare il rituale per la resurrezione di Malphas. Nel primo finale diventa una serva di Malphas, nel secondo viene uccisa e posseduta dal demone e nel terzo riesce a sconfiggerlo diventando la nuova regina del regno.
- Rachel è la serva ed amica di Allura, anche se viene rivelato che è in realtà la sua sorellastra maggiore, in cerca di vendetta contro il re Olaf dopo la morte della madre. Anche lei è in grado di utilizzare i poteri di evocare trappole donatele da Malphas. Nel primo finale viene uccisa da Allura, mentre in quelli successivi viene schiacciata da delle macerie.
- Catalina è la seconda moglie del re e antagonista secondario. Cerca di fermare Allura ma viene uccisa da lei.
- Jais è un cavaliere di Fronenberg, il migliore di tutto il regno.
- Ada è una famosa ladra, coinvolta nell'assassinato del re.
- King Olaf è il re di Fronenberg e padre Allura. Anche se all'inizio si crede morto, si scopre in seguito essere ancora vita, il cui piano è usare i poteri Malphas per riportare in vita la prima moglie.
- Malphas, anche conosciuto come il Demone, è il primo antagonista del gioco. Cattura ogni anima delle persone uccide da Allura.
- Millennia di Kagero: Deception II appare come boss in una stanza, ed in seguito può essere usata come personaggio giocabile.
- 'Reina di Deception III: Dark Delusion appare come personaggio sbloccabile.

## Sviluppo
Il produttore Keisuke Kikuchi ha proposto il nome Trapt per la localizzazione occidentale per dare una svolta alla serie, sia perché rappresenta il primo videogioco per PlayStation 2, sia per sviluppare una specie di remake del primo videogioco della serie.
Il team di sviluppo si è basato su strumenti di tortura e trappole esistente per la creazioni della trappole nel gioco, attraverso archivi storici, libri e fotografie, adattandole poi per il videogioco Altre trappole invece sono creazioni originale dagli sviluppatori, mentre altre sono state riprese da fumetti e film. Nel giro di due settimane è stato raccolto un totale di 720 trappole, poi scremato a 45. Alcune di essere sono state rese meno violente perché risultavano troppo grottesche a causa della qualità dalla grafica migliore della PlayStation 2 rispetto alla PlayStation.
Una delle difficoltà in cui sono incappati gli sviluppatori è stata creare l'intelligenza artificiale dei nemici, perché ogni personaggio doveva comportarsi in base alla sua personalità. Alcuni personaggi, per esempio, ricordano la posizione della trappole dopo esserci già caduti una volta, evitando di passare lo stesso percorso oppure schivandole con mosse al limite della comicità. Tutti i personaggi, principali o secondari, hanno una storia e un background proprio, una delle caratteristiche della serie, e la ragione per questa aggiunta è perché il "giocatore dev sconfiggere i nemici ma anche sentirsi colpevole quando lo fa".

## Accoglienza
Trapt ha ricevuto delle critiche tiepide, con un punteggio di Metacritic pari a 60% ed uno di GameRankings pari a 60.86%.
La critica è d'accordo sulla buona qualità del gameplay e del gioco in generale, criticando però la parte tecnica e la scarsa qualità della traduzione inglese dal giapponese. Il rallentamento dell'immagine causa dall'attivazione delle trappole è stato oggetto di critica, così come il sistema d'inquadratura del gioco. A parti i problemi tecnici, Trapt è stato lodato per la sua unicità all'interno della gamma PlayStation 2 e per i background dei personaggi.